# Hansi Müller
Hansi Müller (Stuttgart, 1957. július 27. –) nyugatnémet válogatott Európa-bajnok német labdarúgó, középpályás.

## Pályafutása

### Klubcsapatban
Az SV Rot csapatában kezdte a labdarúgást. 1975 és 1982 között a VfB Stuttgart labdarúgója volt. 1982-ben Olaszországba szerződött. Két idényen át játszott az Internazionale és egy idényen át a Como csapatában. 1985 és 1990 között az osztrák Swarovski Tirol együttesében szerepelt és itt fejezte be az aktív labdarúgást.

### A válogatottban
1978 és 1983 között 42 alkalommal szerepelt a nyugatnémet válogatottban és öt gólt szerzett. Tagja volt 1980-as Európa-bajnok csapatnak. 1982-ben a spanyolországi világbajnokságon ezüstérmet szerzett a válogatottal. 1976 és 1978 között hétszeres amatőr válogatott volt és három gólt szerzett. 1977-78-ban ötszörös B-válogatott volt.

## Sikerei, díjai
NSZK
- Világbajnokság
  - ezüstérmes: 1982, Spanyolország
- Európa-bajnokság
  - Európa-bajnok: 1980, Olaszország

 VfB Stuttgart
- Nyugatnémet bajnokság (Bundesliga)
  - ezüstérmes: 1978–79